# Spes (1666)
Spes var ett svenskt örlogsskepp som förekommer i Svenska flottans rullor för året 1672. Fartyget var bestyckat med 46 kanoner och besättningen bestod av 160 sjömän och 73 knektar.